# Боснія і Герцеговина на Чемпіонаті світу з водних видів спорту 2015
Боснія і Герцеговина взяла участь у Чемпіонаті світу з водних видів спорту 2015, який пройшов у Казані (Росія) від 24 липня до 9 серпня.

## Плавання
Плавці Боснії і Герцеговини виконали кваліфікаційні нормативи в дисциплінах, які наведено в таблиці (не більш як 2 плавці на одну дисципліну за часом нормативу A, і не більш як 1 плавець на одну дисципліну за часом нормативу B):
Чоловіки
| Спортсмен        | Дисципліна            | Попередній заплив | Попередній заплив | Півфінал        | Півфінал        | Фінал           | Фінал           |
| Спортсмен        | Дисципліна            | Час               | Місце             | Час             | Місце           | Час             | Місце           |
| ---------------- | --------------------- | ----------------- | ----------------- | --------------- | --------------- | --------------- | --------------- |
| Міхайло Черпкало | 1500 м вільним стилем | 15:26.22          | 26                | Н/Д             | Н/Д             | Завершив виступ | Завершив виступ |
| Міхайло Черпкало | 200 м батерфляєм      | 2:05.64           | 36                | Завершив виступ | Завершив виступ | Завершив виступ | Завершив виступ |
| Енсар Хайдер     | 200 м вільним стилем  | 1:51.96           | 55                | Завершив виступ | Завершив виступ | Завершив виступ | Завершив виступ |
| Енсар Хайдер     | 400 м вільним стилем  | 4:02.41           | 59                | Н/Д             | Н/Д             | Завершив виступ | Завершив виступ |
| Енсар Хайдер     | 200 м комплексом      | 2:04.99           | 36                | Завершив виступ | Завершив виступ | Завершив виступ | Завершив виступ |

Жінки
| Спортсменка    | Дисципліна       | Попередній заплив | Попередній заплив | Півфінал         | Півфінал         | Фінал            | Фінал            |
| Спортсменка    | Дисципліна       | Час               | Місце             | Час              | Місце            | Час              | Місце            |
| -------------- | ---------------- | ----------------- | ----------------- | ---------------- | ---------------- | ---------------- | ---------------- |
| Аміна Кайтаз   | 50 м батерфляєм  | 28.32             | 42                | Завершила виступ | Завершила виступ | Завершила виступ | Завершила виступ |
| Аміна Кайтаз   | 100 м батерфляєм | 1:03.39           | 48                | Завершила виступ | Завершила виступ | Завершила виступ | Завершила виступ |
| Івана Нінкович | 50 м брасом      | 33.77             | 47                | Завершила виступ | Завершила виступ | Завершила виступ | Завершила виступ |